# Harry Beck
Harry Charles Beck (Londra, 4 giugno 1902 – Southampton, 18 settembre 1974) è stato un disegnatore britannico, famoso per la creazione della prima mappa schematica della metropolitana di Londra, nel 1931.
Beck ideò lo schema nel suo tempo libero dal lavoro di disegnatore tecnico presso il London Underground Signals Office. Inizialmente accolta con scetticismo, la mappa divenne subito molto popolare e fu adottata ufficialmente per illustrare una rete ormai complessa e di cui la creazione di Beck semplificò la percezione; per questo si trattò anche un importante esempio di grafica, spesso ripreso per schematizzare le reti di trasporto pubblico.

## La mappa della metropolitana di Londra

### Prima dell'intervento di Beck

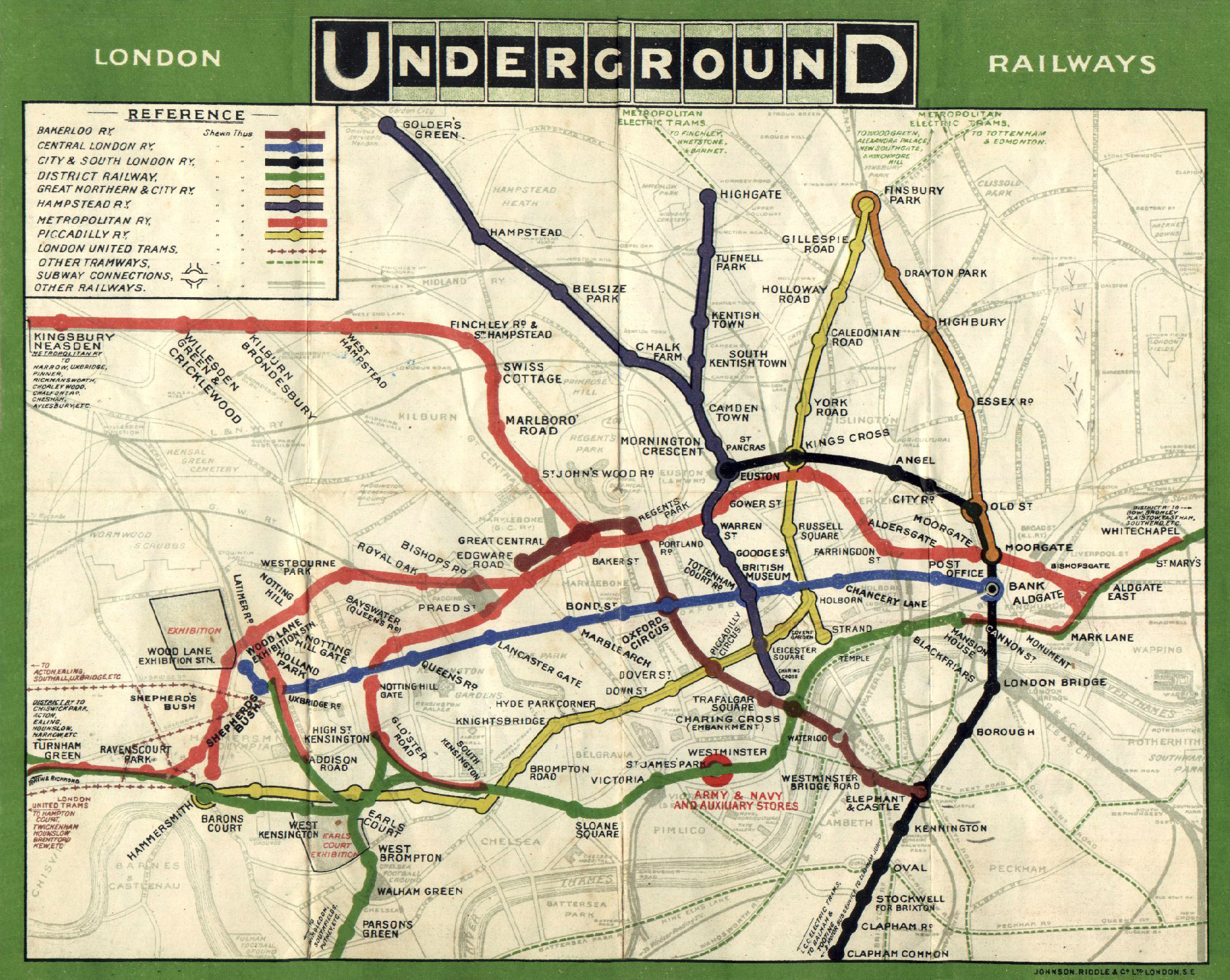
Mappa della metropolitana di Londra del 1908.

Prima del diagramma ideato da Beck, le varie linee della metropolitana erano tracciate geograficamente, spesso sovrapposte alle strade delle cartine della città. Conseguentemente, le stazioni del centro erano molto ravvicinate tra loro, mentre quelle periferiche erano molto distanziate. Dal 1909, un nuovo tipo di "mappa" apparve nelle carrozze ferroviarie: un diagramma lineare, spesso una semplice linea retta, sulla quale le stazioni servite erano riportate equidistanziate. Per la fine degli anni venti, questa rappresentazione era stata ampiamente adottata dai gestori delle linee della metropolitana londinese, la maggior parte delle quali disegnate da George Dow. È stato ipotizzato che tali diagrammi abbiano ispirato Beck nell'ideazione della sua proposta.
La mappa in uso nel 1932, subito prima di quella di Beck, era stata disegnata da F. H. Stingemore per il periodo 1926-1932. Stingemore aveva leggermente espanso l'area centrale della città per facilitare la lettura della mappa.

### La mappa proposta da Beck

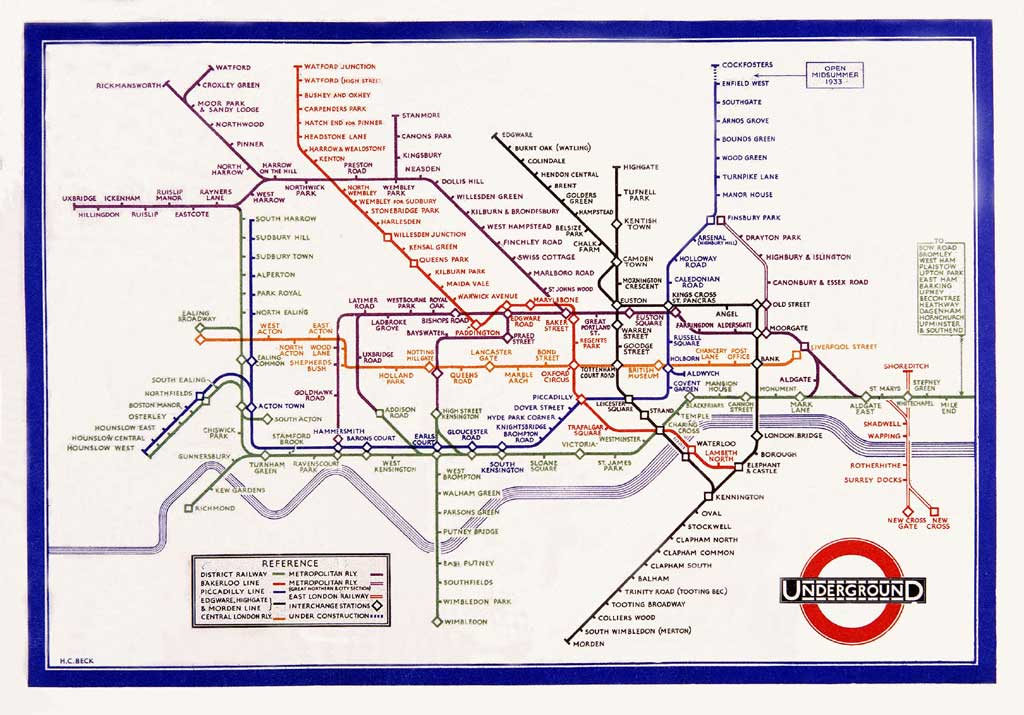
Mappa della metropolitana di Londra ideata da Beck nel 1932.

Beck era dell'opinione che i passeggeri della metropolitana fossero interessati prevalentemente al come raggiungere una determinata stazione e al dove cambiare mezzo, più che all'accuratezza geografica della mappa. Così disegnò un diagramma che sembrava più una schematizzazione elettrica che una mappa, sul quale tutte le stazioni erano quasi equamente distanziate.
Beck propose l'idea a Frank Pick della Metropolitana di Londra nel 1931, ma la sua proposta fu considerata troppo radicale e inizialmente respinta. Beck tuttavia tornò ad insistere e, dopo una positiva stampa di prova in 500 copie nel 1932, la mappa fu stampata in 700 000 copie nel 1933. La reazione positiva dei clienti dimostrò la correttezza dell'idea iniziale e una ristampa fu necessaria già ad un mese dall'emissione.
Nel 2013, Degani ha stabilito un paragone tra «il ritmo e il fascino» della «griglia rilassata» ideata da Beck e i lavori di artisti moderni, quali Composition With Yellow, Blue and Red (1937-1942) di Piet Mondrian.

### Dopo l'intervento di Beck
Beck continuò ad aggiornare la mappa regolarmente come collaboratore indipendente. Nel 1960, Victoria Line fu aggiunta da Harold Hutchison, all'insaputa di Beck, che ne rimase amareggiato. Altri cambiamenti furono poi introdotti successivamente senza che il suo nome più comparisse sulla mappa. Beck tentò allora di affermare la propria proprietà intellettuale sul lavoro, senza successo: sua moglie ne accusò, ammalandosi, e lui nel 1965 rinunciò a proseguire la battaglia legale che aveva intrapreso.
Paul Garbutt, cui fu assegnata la responsabilità editoriale di una nuova versione della mappa, tornò al modello iniziale di Beck, sebbene con alcune modifiche. Nonostante Beck avesse preferito questa nuova versione a quella di Hutchison, non ne fu pienamente soddisfatto ed iniziò a svilupparne versioni alternative, che sottopose alla Transport for London. Nonostante la semplicità e facilità di lettura, queste furono rifiutate. Beck continuò a sviluppare modelli e disegni per una nuova mappa fino alla sua morte, avvenuta negli anni settanta.
L'importanza di Beck è stata riconosciuta postuma nel 1997.

## Influenza
L'idea di Beck è stata emulata dai gestori delle metropolitane e degli autobus in tutto il mondo e numerose mappe in uso seguono i suoi principi.